# Welcome to the Black Parade
«Welcome to the Black Parade» —de título preliminar «The five of us are dying»— es el primer sencillo del álbum The Black Parade, de la banda estadounidense de rock My Chemical Romance. Este sencillo fue lanzado el 11 de septiembre de 2006 en tiendas de música digital y el 9 de octubre de 2006 en formato de disco compacto. La versión de estudio estuvo disponible en MySpace desde el 2 de septiembre de 2006. Esta canción se convirtió en su primer número 1 en el UK Singles Chart el 15 de octubre de 2006 y permaneció allí por dos semanas, así como su primer número 1 en el US Modern Rock el 26 de octubre de 2006, donde se mantuvo por siete semanas.
La canción estuvo en el lugar n.º 17 en «Las 100 mejores canciones de 2006» de la revista Rolling Stone. En uno de los primeros conciertos en que tocaron canciones de The Black Parade, dado en Filadelfia y transmitido por MTV Latinoamérica, Gerard Way presentó la canción diciendo: «Esta canción fue escrita para nosotros, y fue escrita para ustedes, también; y fue escrita para mi padre, y todos los padres de los miembros de la banda». La canción volvió a las radios tras el lanzamiento del DVD The Black Parade is dead!, esta vez con una versión en vivo, grabada en México.

## Descripción
My Chemical Romance estrenó "Welcome to the Black Parade" en vivo en el show previo de los premios MTV Video Music Awards 2006. La versión de estudio está disponible en su MySpace. Tanto la canción como el video fueron mostrados en su página web. El sencillo también fue lanzado en iTunes en su edición de radio (de menor duración), junto con una entrevista con la banda sobre su álbum The Black Parade. La banda habla sobre "Welcome to the Black Parade" en la pista EP que está disponible en iTunes llamada "My Chemical Romance welcomes you to the Black Parade". Ellos dicen que es probablemente la canción más antigua del nuevo álbum después de "Disenchanted", ya que la idea para la canción vino antes de que lanzaran su primer álbum, pero no estuvo lista para su lanzamiento, así que se olvidaron de ella por un tiempo. Luego intentaron escribirla de nuevo para Three cheers for sweet revenge, pero tenían tantas ideas para ese disco, que decidieron no incluirla. Fue entonces cuando empezaron a escribir para su tercer álbum, que tomaron la canción de nuevo y empezaron a trabajar en ella. Luego de que la canción fue grabada, la banda pensó que podía ser mejorada antes de que estuviera terminada. El entero proceso de la creación de "Welcome to the Black Parade" tomó cerca de 3 años. Gerard Way afirma que la canción es el mejor ejemplo de los riesgos que tomaron en su tercer álbum. El mensaje de la canción es para que todo se ponga mejor y para que todos sigan adelante, como explica Gerard Way.
La canción tiene similitudes con "Goodbye Silk City" de la banda de Nueva Jersey Suit of Lights e "Innuendo" de Queen. Way afirma que esta fue la canción más difícil de crear para la banda. La canción consiste en 167 pistas distintas mezcladas en una sola. El vocalista dice que la canción también tiene una sección llamada "orphan section" la cual fue influenciada por el musical de Broadway "Little Orphan Annie". El primer nombre para la canción fue "The five of us are dying" (en español: Nosotros cinco estamos muriendo), nombre que Ray Toro odió porque es muy supersticioso y tenía que volar en avión después de que la canción fue terminada; estuvo a punto de no entrar en el avión.
La canción fue utilizada en forma editada, para un video de Schools for Schools, un programa iniciado por Invisible Children Inc. para reconstruir escuelas en Uganda.

## Promoción

### Videoclip

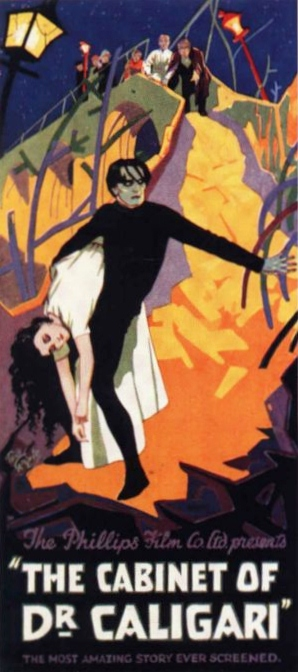
La escenografía del video musical está inspirada en películas como El gabinete del doctor Caligari y Metrópolis.

El videoclip fue dirigido por Samuel Bayer, y lanzado el 26 de septiembre de 2006 en el Reino Unido y Canadá, y el 27 de septiembre de 2006 en Estados Unidos. Este trata sobre un hombre (interpretado por el actor Lukas Haas) vestido con ropas de hospital conocido como el Paciente, personaje del cual trata el álbum. El Paciente está muriendo, y siendo llevado por la muerte en la forma de su recuerdo más fuerte; un desfile negro que vio cuando era niño. En la plataforma principal se encuentra tocando una banda llamada The Black Parade. Los trajes usados por los miembros de la banda son similares a los trajes que usaron The Beatles en la carátula de su álbum Sgt. Pepper's Lonely Hearts Club Band, una de las influencias principales para el CD. Mientras la banda toca, el Paciente vaga a través del desfile, fijándose en la variedad de personajes que hay en él. Al final, el Paciente recibe una medalla; la medalla puede ser un símbolo de la muerte, o de una vida completada. Después de esto, la banda se va y el Paciente queda solo.
La portada del sencillo es una escena del video, con el Paciente en la parte central inferior. Hay dos mujeres, una en cada costado de él, llamadas Fear (Miedo) y Regret (Arrepentimiento), usando maquillaje similar al que usaba Gerard Way en su anterior álbum.
El video musical va desde un hospital hasta una ciudad surreal, destruida y con grietas en el piso, producto de la guerra. En el making of del video, Gerard Way comenta que el diseño de la ciudad del fondo contiene elementos de películas expresionistas alemanas como El gabinete del doctor Caligari y Metrópolis. El video caracteriza a cuatro de los personajes principales: el Paciente, Fear (Miedo), Regret (Arrepentimiento) y Mother War (Madre Guerra). Mother War es la mujer que viste un vestido largo con una máscara de gas. La cantante estadounidense Liza Minnelli interpreta el papel de Mother War en el segundo verso de la canción "Mama".

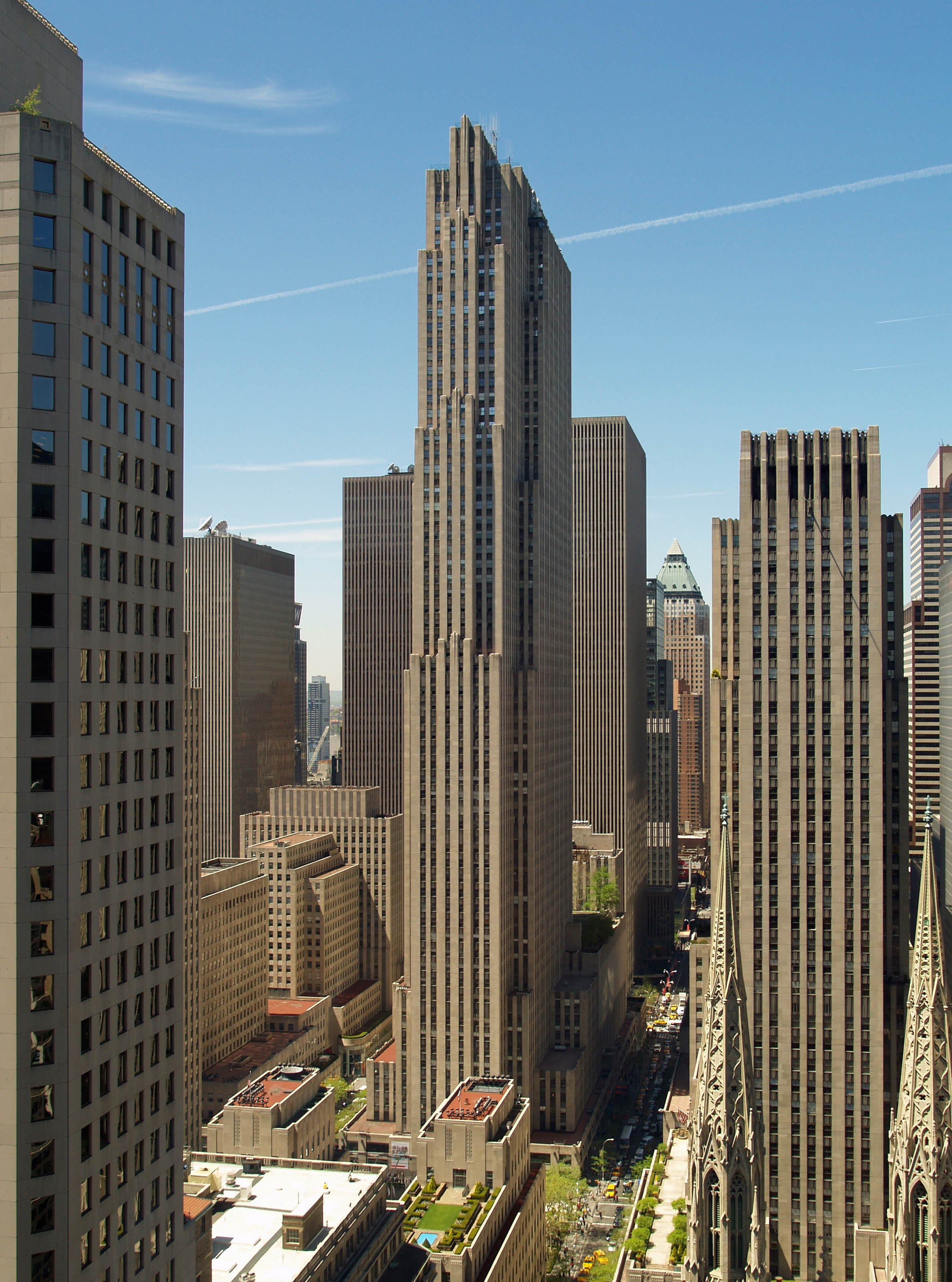
My Chemical Romance estrenó la canción en Nueva York, en la azotea del Edificio GE, para el espectáculo previo de los MTV Video Music Awards 2006.

### Interpretaciones en directo
«Welcome to the Black Parade» fue interpretada en televisión por primera vez en el espectáculo previo de los MTV Video Music Awards 2006, el 31 de agosto de 2006 en Nueva York. La banda tocó la canción en la plataforma de observación Top of the Rock, en la azotea del Edificio GE, de setenta pisos de alto.
En 2010, la banda tocó «Welcome to the Black Parade» en el espectáculo previo de un partido de fútbol americano en el estadio Wembley de Londres (Inglaterra), el 31 de octubre de aquel año. El encuentro perteneció a la International Series de la liga estadounidense NFL, y en él se enfrentaron los equipos San Francisco 49ers y Denver Broncos. La banda también cantó la canción «Na na na (na na na na na na na na na)». En esta presentación se incluyó una banda de desfile, cheerleaders y pirotecnia.
La canción fue interpretada por la banda en agosto de 2011 en el Festival de Reading junto a Brian May, guitarrista de Queen. El concierto constituyó la primera vez que My Chemical Romance encabezara el festival. Los músicos también realizaron juntos una versión de la canción «We will rock you» de Queen, antes de cerrar con «Welcome to the Black Parade» una presentación que, de acuerdo a la revista NME, no tuvo ningún punto débil.

## Lista de canciones
Versión 1 (CD promocional)
1. «Welcome to the Black Parade» – 5:19
2. «Welcome to the Black Parade» (radio) – 4:37

Versión 2 (CD y disco de vinilo)
1. «Welcome to the Black Parade» – 5:11
2. «Heaven help us» – 2:56

Versión 3 (disco de vinilo)
1. «Welcome to the Black Parade» – 5:11
2. «Welcome to the Black Parade» (en vivo) – 5:31

Versión 4 (CD)
1. «Welcome to the Black Parade» – 5:11
2. «Heaven help us» – 2:56
3. «Welcome to the Black Parade» (en vivo) – 5:31

Versión 5 (descarga digital)
1. «Welcome to the Black Parade» (radio) – 4:38
2. «My Chemical Romance welcomes you to the Black Parade» (comentario de la banda) – 39:28

Versión 6 (descarga digital)
1. «Welcome to the Black Parade» (en vivo) – 5:31
2. «Heaven help us» – 2:56

## Recepción

### Crítica
La revista Entertainment Weekly afirma que la canción pretende ser una «Bohemian rhapsody» del siglo XXI, y que de alguna manera lo logra.

### Listas musicales
| País           | Lista                      | Posición |
| -------------- | -------------------------- | -------- |
| Estados Unidos | Billboard Hot 100          | 9        |
| Estados Unidos | Pop 100                    | 8        |
| Estados Unidos | Top 40 Mainstream          | 11       |
| Estados Unidos | Hot Digital Songs          | 7        |
| Estados Unidos | Hot Mainstream Rock Tracks | 24       |
| Estados Unidos | Hot Modern Rock Tracks     | 1        |
| Estados Unidos | Hot Adult Top 40 Tracks    | 22       |
| Estados Unidos | Pop 100 Airplay            | 14       |
| Panamá         | Los 23del23 "+23"          | 1        |
| Panamá         | Top 40                     | 1        |
| Panamá         | Rock&Pop                   | 1        |
| Panamá         | Antena 8                   | 1        |

| País          | Lista               | Posición |
| ------------- | ------------------- | -------- |
| Europa        | Top 100             | 2        |
| Australia     | Top 50              | 13       |
| Canadá        | Top 100             | 26       |
| Canadá        | Hot Digital Singles | 9        |
| Finlandia     | Top 20              | 7        |
| Irlanda       | Top 50              | 13       |
| Japón         | Top 100             | 14       |
| Noruega       | Top 20              | 15       |
| Nueva Zelanda | Top 50              | 3        |
| Suecia        | Top 100             | 26       |
| Reino Unido   | Top 75              | 1        |

## Certificaciones
| País           | Organismo certificador | Certificación | Unidades certificadas / Ventas |
| -------------- | ---------------------- | ------------- | ------------------------------ |
| Canadá         | Music Canada           | 5× Platino    | 400 000                        |
| Dinamarca      | IFPI (Dinamarca)       | Oro           | 4 500                          |
| Estados Unidos | RIAA                   | 5× Platino    | 5 000                          |
| Japón          | RIAJ                   | Oro           | 100 000                        |
| Nueva Zelanda  | RIANZ                  | 2× Platino    | 60 000                         |
| Reino Unido    | BPI                    | 2× Platino    | 1 200 000                      |

## Versiones de otros artistas
La banda de post-hardcore estadounidense Crown the Empire grabó en 2016 una versión de «Welcome to the Black Parade» para el álbum Rock Sound presents: The Black Parade, que es una recopilación de covers organizada por la revista británica Rock Sound.
El DJ estadounidense Steve Aoki publicó en 2016 un remix electrónico de «Welcome to the Black Parade».